# Chiesa di Santa Maria Assunta (Mezzocorona)
La chiesa di Santa Maria Assunta è la parrocchiale di Mezzocorona in Trentino. Rientra nella zona pastorale di Mezzolombardo dell'arcidiocesi di Trento e risale al XII secolo.

## Storia
La prima citazione della pieve di Mezzocorona è in un documento datato 17 luglio 1199, quando era chiesa madre delle chiese di Magrè, Grumo, Nave San Rocco, Zambana, Fai, Mezzolombardo, Roverè della Luna, e Favogna. Nel XIV secolo furono ricostruiti sia la chiesa sia il campanile poi, tra la fine del Quattrocento e l'inizio del Cinquecento, l'edificio della chiesa fu ampliato e la torre campanaria sopraelevata.
La chiesa fu riconsacrata il 26 aprile del 1539. La parrocchiale venne restaurata e rimodernata tra il 1592 ed il 1593 e poi ancora tra il 1650 ed il 1654. Tra il 1750 ed il 1757 la torre campanaria fu nuovamente rialzata ad opera del magrese Domenico Rizzolli. All'inizio del XIX secolo venne giudicata ormai insufficiente a soddisfare le necessità della popolazione e si decise di riedificarla.
Dopo aver pensato all'architetto feltrino Giuseppe Segusini si preferì il progetto di Leopoldo von Claricini. Il 3 settembre 1862 iniziò la demolizione della vecchia pieve e il 19 ottobre successivo venne posta la prima pietra della moderna parrocchiale. I lavori erano quasi terminati quando, il 28 maggio 1865, crollò un pilastro che serviva a sorreggere il tiburio. La parte andata distrutta fu ricostruita e in breve tempo la chiesa venne terminata. La consacrazione fu impartita il 3 novembre 1867 dal vescovo di Trento Benedetto Riccabona de Reichenfels. Tra il 1927 ed il 1928 venne decorato l'interno dell'edificio e la chiesa fu poi completamente restaurata nel 1967. Un ultimo intervento di ristrutturazione fu condotto nel 2000.

## Descrizione

### Esterni

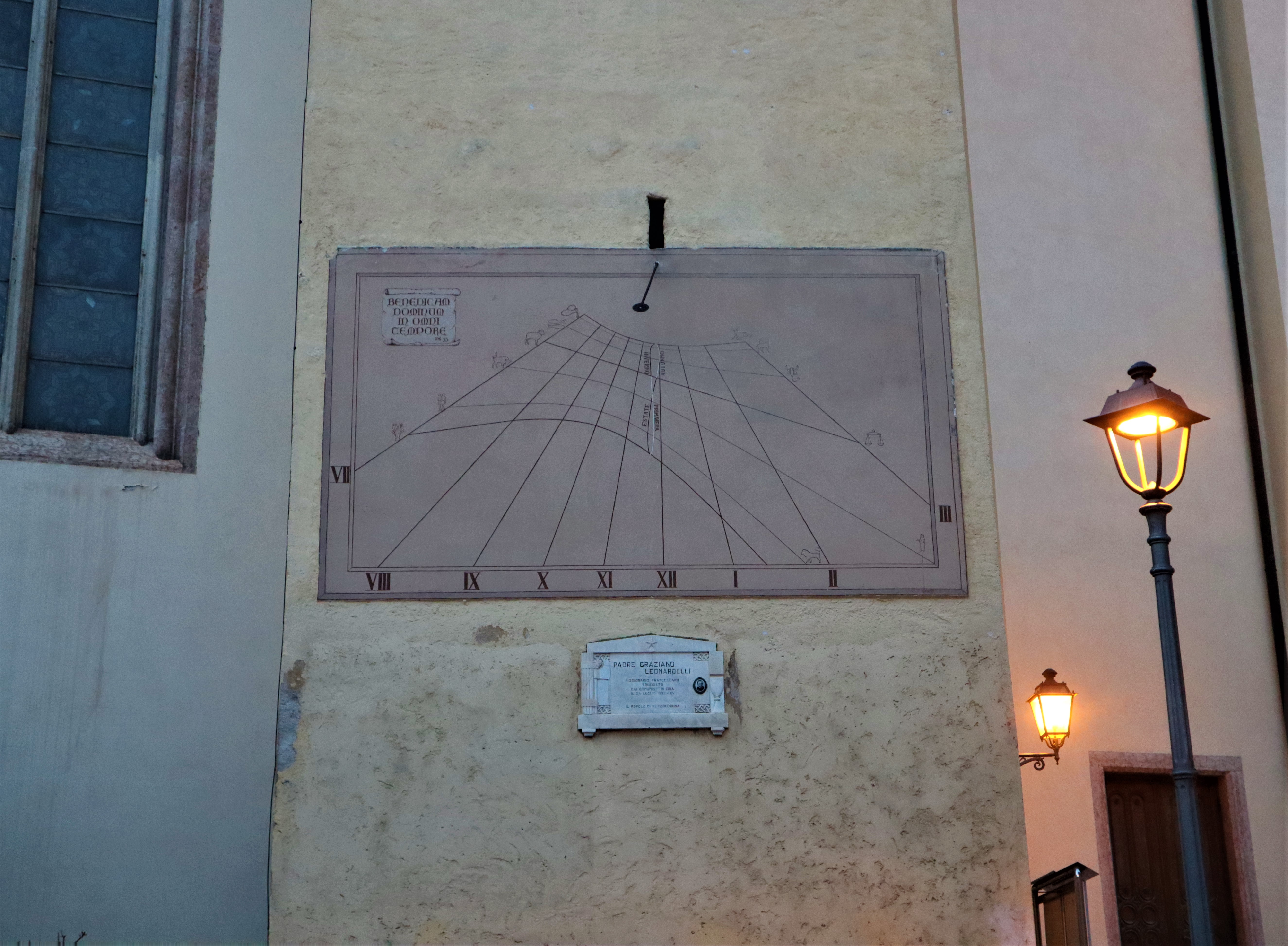
Meridiana ed epigrafe sulla torre campanaria.

La chiesa si trova nel centro cittadino, orientata verso nord est.
Sul campanile, che sorge sul lato meridionale dell'edificio, sono presenti una meridiana e la lapide che ricorda la morte del missionario padre Graziano Leonardelli ucciso in Cina nel 1937.

### Interni

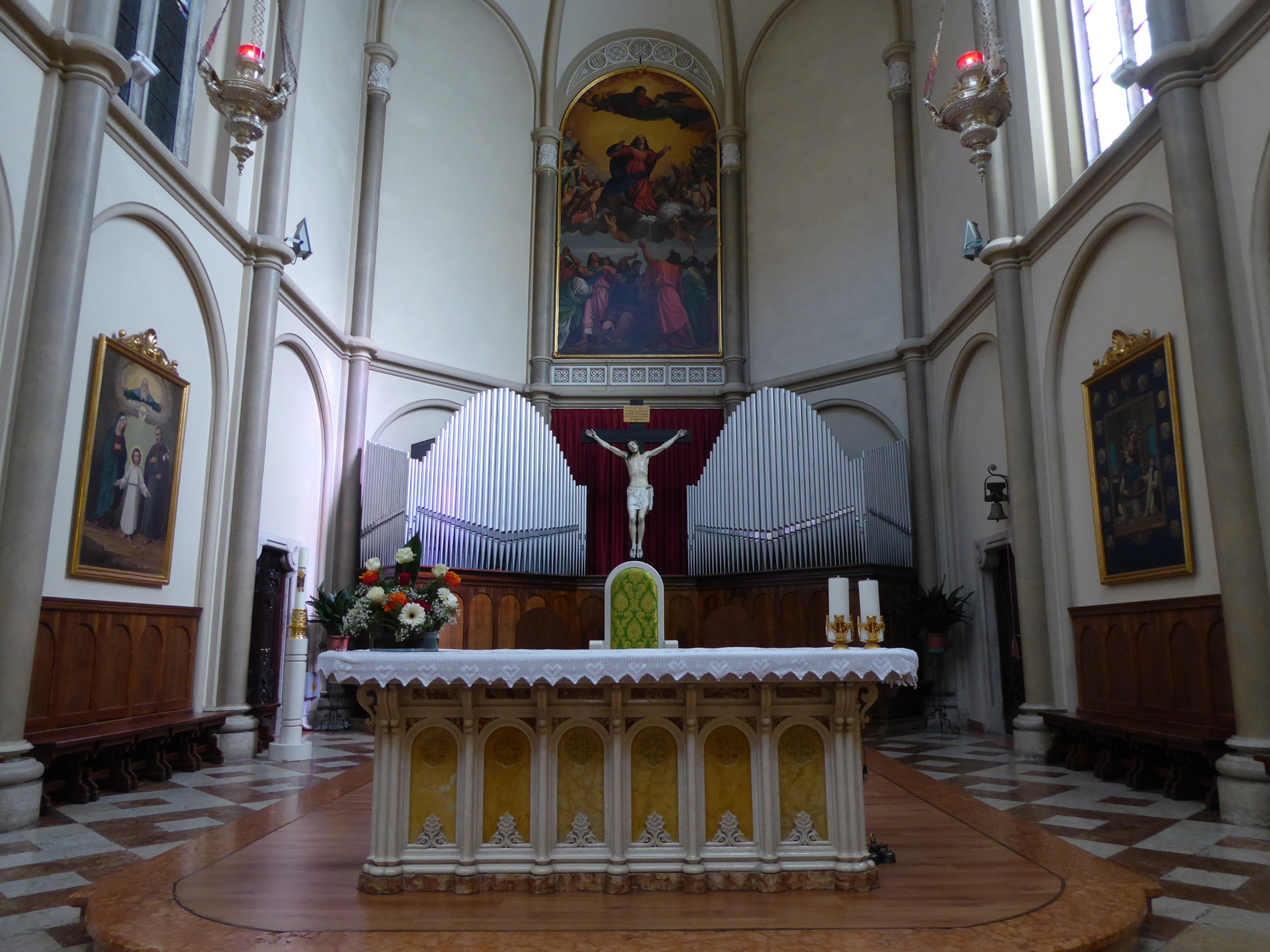
Presbiterio dopo l'adeguamento liturgico.

Nella seconda metà del XX secolo il presbiterio è stato adeguato alle nuove indicazioni liturgiche e l'operazione ha comportato la rimozione dell'altare maggiore storico con sistemazione del nuovo altare postconciliare